# John Rizzo Naudi
John Rizzo Naudi (* 25. Dezember 1925 in Msida; † 23. April 2022) war ein maltesischer Arzt, Hochschullehrer und Politiker der Partit Nazzjonalista (PN), der zwischen 1976 und 1995 Mitglied des Repräsentantenhauses sowie von 1987 bis 1992 Parlamentarischer Sekretär für Senioren im ersten und zweiten Kabinett Fenech Adami war. Im dritten Kabinett Fenech Adami war er anschließend zwischen 1992 und 1995 Parlamentarischer Sekretär für Soziales. Als Mediziner befasste er sich in zahlreichen Artikeln in Fachzeitschriften mit dem Maltafieber.

## Leben

### Arzt und Abgeordneter
Rizzo Naudi, Sohn von Carmel Rizzo und Giuseppina Naudi, begann nach dem Schulbesuch ein Studium der Medizin an der Fakultät für Medizin und Chirurgie der Universität Malta, das er 1948 mit einem Bachelor of Science in Medicine abschloss. Nachdem er 1952 einen Doktor der Medizin an der Universität Malta erworben hatte, war er zwischen 1953 und 1961 als Arzt in Malaysia tätig. Im Anschluss folgte eine postgraduale Studienfortbildung im Vereinigten Königreich, wo er 1964 Mitglied des Royal College of Physicians of Edinburgh (MRCPE) wurde. Nach seiner Rückkehr nach Malta wurde er 1966 Lecturer für Medizin an der Universität Malta sowie 1968 Ärztlicher Berater des Gesundheitsministeriums. 1971 erfolgte seine Ernennung zum Fellow des Royal College of Physicians of Edinburgh (FRCPE).
Rizzo Naudi kandidierte für die Partit Nazzjonalista (PN) erstmals 1971 für einen Sitz im Repräsentantenhaus, verpasste aber den Einzug ins Parlament. Bei der darauf folgenden Wahl am 25. September 1976 wurde er zum Mitglied des Repräsentantenhauses gewählt und gehörte diesem als Vertreter des 9. Wahldistrikts von der vierten bis zu seinem Mandatsverzicht am 8. November 1995 in der siebten Wahlperiode an.

### Staatssekretär und Professor
Nach dem Sieg der Partit Nazzjonalista bei den Wahlen zum Repräsentantenhaus am 9. Mai 1987 wurde Rizzo Naudi von Premierminister Edward Fenech Adami am 12. Mai 1987 als Parlamentarischer Sekretär im Sozialministerium mit besonderer Verantwortung für Senioren und tertiäre medizinische Bildung in dessen erstes Kabinett und bekleidete diesen Posten bis zum 27. Februar 1992 auch im zweiten Kabinett Fenech Adami. In dieser Funktion gründete er 1987 eine neue Abteilung für Altenpflege und soziale Bedürfnisse an der Universität Malta und war bis 1995 maßgeblich für deren Organisation verantwortlich.
Neben seiner politischen Laufbahn übernahm er 1988 auch eine Professur für Medizin an der Medizinischen Fakultät der Universität Malta und wurde zugleich Vorsitzender des Instituts für Gesundheitspflege der Universität. Als Mitgründer des Instituts für Gesundheitspflege modernisierte er die Ausbildung und berufliche Vorbereitung von Krankenpfleger und anderen Berufen im Gesundheitswesen und schuf universitäre Bachelor- und Masterprogramme für Krankenpflege, Physiotherapie, Arbeitsmedizin, Sprach- und Kommunikationstherapie, Röntgenwesen, Umweltgesundheit, Ernährung und Diätetik, Podiatrie und Gesundheitsmanagement. Im Gesundheitswesen war er unmittelbar an mehreren Neuerungen beteiligt wie der Krankenpflegeentwicklung, der Modernisierung der Krankenhausleistungen, der Pflege und Praxis in den Krankenhäusern. Des Weiteren führte er mehrere neue Dienstleistungen für Senioren in Malta und Gozo ein und war einer der Mitgründer des ebenfalls zur Universität Malta gehörenden Instituts für Gerontologie, um Studien und Forschung auf den Gebieten Geriatrie und Gerontologie zu fördern.
1988 war er einer der maßgeblichen Förderer des ersten UN-Instituts für das Älterwerden, das am 15. April 1988 vom damaligen Generalsekretär der Vereinten Nationen Javier Pérez de Cuéllar in Valletta eröffnet wurde. 1992 gründete er im Zammit Clapp Geriatric Rehabilitation Hospital das multidisziplinäre geriatrische Rehabilitationsprojekt Maltas.
Im dritten Kabinett Fenech Adami fungierte Rizzo Naudi schließlich vom 27. Februar 1992 bis zu seinem Rücktritt am 17. April 1995 als Parlamentarischer Sekretär für Inneres und soziale Entwicklung. Nach seinem Ausscheiden aus der Regierung war er von Februar 1995 bis zu seinem freiwilligen Mandatsverzicht im November 1995 Vorsitzender des neu eingerichteten Ständigen Sozialausschusses des Repräsentantenhauses sowie Mitglied der Parlamentarischen Versammlung des Europarates in Straßburg.

### Kanzler der Universität von Malta
Nach seinem Ausscheiden aus dem Repräsentanten wurde Rizzo Naudi am 8. November 1995 von Staatspräsident Ugo Mifsud Bonniċi zum Kanzler der Universität Malta ernannt. Für seine langjährigen Verdienste als Politiker und Hochschullehrer für das maltesische Gesundheitswesen wurde er am 13. Dezember 2001 zum Companion des National Order of Merit (K. O. M.) berufen.
Aufgrund seiner Initiative wurde das Institut für Gesundheitspflege 2010 in den Status einer Fakultät für Gesundheitswissenschaften der Universität Malta erhoben, die sich in die zehn Abteilungen Krankenpflege, Geburtshilfe, Medizinische Laborleistungen, Physiotherapie, Arbeitsmedizinwissenschaften, Sprach- und Kommunikationstherapie, Röntgenwesen, Umweltgesundheit, Ernährung und Diätetik, Podiatrie und Gesundheitsmanagement gliedert.

## Veröffentlichungen
- Respiratory Failure and Oxygen Therapy, In: The St. Luke’s Hospital Gazette, Vol. I No 2, S. 84–91, 1966
- Human Brucellosis: An evaluation of antibiotics in the treatment of brucellosis, in: Postgraduate Medical Journal, August 1967, 43, S. 520–526
- Some Manifestations of Haemophilia, Mitautor C. Olivieri Munroe, in: The Chest-Piece, 1968 Vol. I1. No. 9, S. 13–18
- Haemophilia and European History, in: The Chest-Piece, 1968, S. 20–21
- Acute Organophosphorus Insecticide Poisoning, in: The St. Luke’s Hospital Gazette, Vol. V, no. 1, S. 13–20
- A Study of Heart Disease in Children in Malta, Mitherautor V. Captur, Vol. IV No.2, S. 79–82, 19698
- Brucellosis, Mitautor Walter Ganado, in: Textbook, "Management & Treatment of Tropical Diseases, Verlag Mc Graith and Gilles, 1970
- The Sisters of Charity of St Jeanne-Antide Thouret and The Maltese Health Service. One hundred years of service for the people, in: Sunday Times of Malta, August 1999
- Brucellosis, The Malta Experience 1905 – 2005, PEG Publications 2005
- The Maltese Population, A Health and Social Study of the 20th Century Maltese Population